# 10+2: el gran secreto
10+2: el gran secreto es una película dirigida y escrita por Miquel Pujol. Basada en la serie de televisión de TV3 10+2. Fue nominada en la XV edición de los Premios Goya en la categoría de mejor película de animación.

## Sinopsis
La película cuenta la tranquila vida que llevan los habitantes de Numerolandia hasta que llega la traviesa Milésima, sobrina del profesor Arquímedes y empieza a revolverlo todo con su espíritu aventurero. El profesor, su ayudante Infinit y los alumnos de la escuela verán con desolación cómo la llegada de la despótica Zenobia, la nueva maestra, que romperá la armonía.